# Format de pellicule photographique
Le format de pellicule photographique est une taille standardisée qui permet de différencier les types de pellicule photographique argentique existants. Son utilisation est fonction du format de l'appareil photo ; la plupart des appareils ne fonctionnent qu'avec un seul format de pellicule.
Il faut différencier le « format de film » du « format de prise de vue », même si certains formats de film sont standardisés de façon à imposer un format de prise de vue (d'où la confusion fréquente). Par exemple, un film 135 peut servir aussi bien à prendre des images classiques de 24 × 36 mm comme des images panoramiques de 24 × 65 mm mais aussi des demi-format de 18 × 24 mm.

## Vue d'ensemble
Les formats commercialisés vont du petit format 110, au grand format 8 × 10" (20,32 × 25,44 cm) et même 16 × 20" (40,64 × 50,80 cm). Le format le plus utilisé depuis la deuxième moitié du XXe siècle est le 24 × 36 (aussi appelé format 35 mm, le plus souvent commercialisé en cartouche de type 135). Le format APS-C de 16,7 × 30,2 mm de taille d'image a été conçu pour remplacer le format 24 × 36, avec un succès mitigé.
Les pellicules sont conditionnées soit en bobines de plusieurs vues (le film étant enroulé autour d'un axe, souvent à l'intérieur d'une gaine), soit en plan-film qui correspond à un cliché unique. On distingue généralement trois catégories de format : le petit format (110, APS et 135), le moyen format (4,5 × 6, 6 × 6, 6 × 7, et 6 × 9) et le grand format. Les deux premiers viennent généralement en bobines (sauf pour les Polaroid), le dernier en plan-film. Ces formats ont été standardisés par la norme ANSI PHI.51 1983 (Photography Film Micrographic Sheet and Roll Film Dimensions, redéfinie en 1997 par la norme ANSI IT1.51 ; Photography (Films) - Micrographic Films, Spools, Cores - Dimensions) puis la norme ISO 1012:1998 (Photographie - Films en feuilles et pellicules à usage général - Dimensions).

## Formats de films en bande
Le tableau ci-dessous donne un récapitulatif des formats les plus courants des films en bande (c'est-à-dire contenant plusieurs vues) et certaines de leurs caractéristiques associées :
| Désignation | Type de film      | Taille d'image (y × x)                                                                        | Rapport d'image (x : y)                                                         | Rapport de surface par rapport au format 135 (y × x / 24 × 36 mm) | Commentaires |
| ----------- | ----------------- | --------------------------------------------------------------------------------------------- | ------------------------------------------------------------------------------- | ----------------------------------------------------------------- | --- |
| Minox       | Bobine 9,5 mm     | 8 × 11 mm                                                                                     |                                                                                 | 0,1:1                                                             | Lancé par Minox en 1938 |
| 16 mm       | Bobine 16 mm      | 10 × 14 mm                                                                                    |                                                                                 | 0,16 : 1                                                          | Deux rangées de perforations dans le film |
| 16 mm       | Bobine 16 mm      | 12 × 17 mm                                                                                    |                                                                                 | 0,24:1                                                            | Une seule rangée de perforations dans le film |
| 110         | 16 mm en cassette | 13 × 17 mm                                                                                    | 1,31:1 (soit 17:13 – 13 et 17 premiers)                                         | 0,26:1                                                            | Lancé par Kodak en 1972. Obsolète mais toujours produit par Lomography (Couleur, N&B et doré). |
| 117         | Bobine            | 57 × 57 mm                                                                                    | 1,0:1 (soit 1:1)                                                                |                                                                   | |
| 118         | Bobine            | 3 1/4 × 4 1/4 pouces, soit 80 × 105 mm                                                        |                                                                                 | 9,7:1                                                             | Lancé en 1900. Permettait de prendre six clichés par bobine. Arrêté en 1940. Typiquement utilisé pour les appareils Kodak no 3 |
| 120         | Bobine            | « 6 × 4,5 » : 56 × 41 mm « 6 × 6 » : 56 × 56 mm « 6 × 7 » : 56 × 70 mm « 6 × 9 » : 56 × 84 mm | 0,73:1 (41:56 – 41 premier) 1,0:1 (soit 1:1) 1,25:1 (soit 5:4) 1,5:1 (soit 3:2) | 6 × 4,5 ; 3,1:1 6 × 6 ; 4,2:1 6 × 7 ; 4,9:1 6 × 9 ; 6,3:1         | Lancé en 1901. Toujours la vedette du moyen format. Papier protecteur derrière le film, originellement destiné à visualiser le numéro de la photo sur d'anciens modèles d'appareils |
| ?           | ?                 | 2 1/4 × 3 3/8 pouces soit 56 × 87 mm                                                          |                                                                                 | 5,64:1                                                            | Porte l'inscription Kodak Safety Film. Années de production inconnues. Noir et blanc |
| 126         | 35 mm en cassette | 28 × 28 mm                                                                                    | 1,0:1 (soit 1:1)                                                                | 0,9:1                                                             | Lancé par Kodak en 1963 pour les appareils Instamatic. Arrêté en 1999 |
| 127         | Bobine            | 41 × 41 mm 1 5/8 × 2 1/2 pouces soit 41 × 64 mm                                               | 1,0:1 (soit 1:1) 1,56:1 (soit 64:41 – 41 premier)                               | 1,95:1 3:1                                                        | Années de production inconnues. Fabricant inconnu. Noir et blanc. Lancé par Kodak en 1912 et arrêté en 1995 mais encore fabriqué par Efke et par Rollei en diverses variétés |
| 128         | Bobine            | 1 1/2 × 2 1/4 pouces soit 38 × 57 mm                                                          |                                                                                 | 2,5:1                                                             | Arrêté en 1941. |
| 129         | Bobine            | 1 7/8 × 3 pouces soit 48 × 76 mm                                                              |                                                                                 | 4,2:1                                                             | Lancé en 1912. Arrêté en 1951. |
| 130         | Bobine            | 2 7/8 × 4 7/8 pouces soit 73 × 124 mm                                                         |                                                                                 | 10,5:1                                                            | 1916-1961 |
| 135         | Cartouche 35 mm   | 24 × 36 mm 18 × 24 mm 24 × 58 à 24 × 65 mm                                                    | 1,5:1 (soit 3:2) 1,33:1 (soit 4:3) 2,42:1 à 2,71:1                              | 1:1 0,5:1 1,61:1 à 1,81:1                                         | Utilisé en photographie à partir des années 1910, et popularisé par le Leica en 1924, il s'agit à l'origine d'un film pour le cinéma. En 1934, Kodak commercialise la cartouche jetable. |
| 220         | Bobine            | « 6 × 4,5 » : 56 × 41 mm « 6 × 6 » : 56 × 56 mm « 6 × 7 » : 56 × 70 mm « 6 × 9 » : 56 × 84 mm | 0,73:1 (41:56 – 41 premier) 1,0:1 (soit 1:1) 1,25:1 (soit 5:4) 1,5:1 (soit 3:2) | 6 × 4.5 ; 3,1:1 6 × 6 ; 4,2:1 6 × 7 ; 4,9:1 6 × 9 ; 6,3:1         | Introduit en 1965, il a deux fois la longueur du 120 mais utilise la même bobine. Pas de papier protecteur derrière le film |
| 616         | Bobine            | 2 1/2 × 4 1/4 pouces soit 64 × 108 mm                                                         |                                                                                 | 7,9:1                                                             | 1932-1984 |
| 620         | Bobine            | 2 1/4 × 3 1/4 pouces soit 57 × 83 mm                                                          |                                                                                 | 5,5:1                                                             | Lancé par Kodak en 1932, en remplacement du 120. Arrêté en 1995. Le film est identique au 120, seule la bobine est plus fine grâce à une fabrication en métal (Les bobines de 120 étaient originellement en bois, d'où leur épaisseur. On peut donc rembobiner un film 120 sur une bobine 620 en chambre noire pour continuer à utiliser les appareils 620 |
| 828         | Bobine            | 28 × 40 mm                                                                                    |                                                                                 | 1,3:1                                                             | 1935-1985 Aussi connu sous le nom de « Bantam » |

## Formats de plans-films
| Désignation en pouces* | Taille d'image                    | Rapport de surface par rapport au format 135 (24 × 36 mm) | Commentaires     |
| ---------------------- | --------------------------------- | --------------------------------------------------------- | ---------------- |
| 3,55 x 4,73"           | 9 × 12 cm                         | 12,5:1                                                    | Toujours utilisé |
| 4 x 5"                 | 10 × 12,5 cm                      | 14,9:1                                                    | Toujours utilisé |
| 5 x 7"                 | 12,7 × 17,78 cm, dit « 13 x 18 »  | 26,1:1                                                    | Toujours utilisé |
| 8 x 10"                | 20,32 × 25,44 cm, dit « 20 x 25 » | 59,7:1                                                    | Toujours utilisé |
| 11 x 14"               | 27,94 × 35,56 cm                  | 115:1                                                     | Toujours utilisé |
| 16 x 20"               | 40,64 × 50,8 cm                   | 238,9:1                                                   | Toujours utilisé |

* Un pouce (noté par ") = 25,4 mm

## Influence du format
Comme généralement l'ensemble des films bénéficient des dernières évolutions sensitométriques (contrairement à ce qu'avaient prétendu les promoteurs du format APS), la définition des images augmente avec le format. En effet, si on reste en dessous de la limite optique, une même image est « décrite » par d'autant plus de grains d'argent que la surface de l'image latente est grande pour une résolution donnée d'émulsion. Il y a donc davantage d'information dans un négatif 6 × 6 que dans un négatif 24 × 36, pour un même sujet et des conditions identiques de prise de vue.
On voit dans le tableau ci-dessus que les bobines 120 et 220 se déclinent en formats 6 × 4,5, 6 × 6, 6 × 7 et 6 × 9. Ainsi pour une largeur de bobine donnée, c'est l'appareil photographique qui détermine la largeur de l'image, et dans le cas du moyen format, il existe quatre largeurs standard pour une même largeur de bobine. Le même phénomène existe pour le format 135 puisque certains appareils panoramiques doublent la largeur d'image et utilisent le format 24 × 64 mm (c'est néanmoins assez rare, voir en exemple l'Hasselblad XPAN commercialisé en 1998 ou l'Horizon soviétique plus ancien).

Différents formats photographiques pour une même bobine 120 ou 220

Une grande partie des formats ci-dessus existe ou a existé en couleur ou noir et blanc, négatif ou inversible (diapositive), et en diverses sensibilités.